# Texcocomeer
Het Texcocomeer (Spaans: Lago de Texcoco) was een meer in het Dal van Mexico, gelegen ten noordoosten van Mexico-Stad op een hoogte van 2250 meter.

## Geschiedenis
Oorspronkelijk was het meer veel groter. Tijdens de precolumbiaanse periode strekte het meer zich uit tot voorbij Tenochtitlan, het huidige Mexico-Stad. Tenochtitlan, de Azteekse hoofdstad, was gebouwd op eilandjes in het Texcocomeer. Nezahualcóyotl en Moctezuma I lieten in het meer dammen aanleggen om de waterstand te regelen en om zoete van zoute gedeelten te scheiden.
In de koloniale periode is een groot deel van het meer drooggelegd. Deze drooglegging heeft echter rampzalige gevolgen gehad. Een groot deel van het Dal is nu verdroogd, en er is een tekort aan water in Mexico-Stad. Tegelijkertijd zakt de bodem onder Mexico-Stad echter in, omdat de bodem nog altijd moerassig is.

## Bouw luchthaven

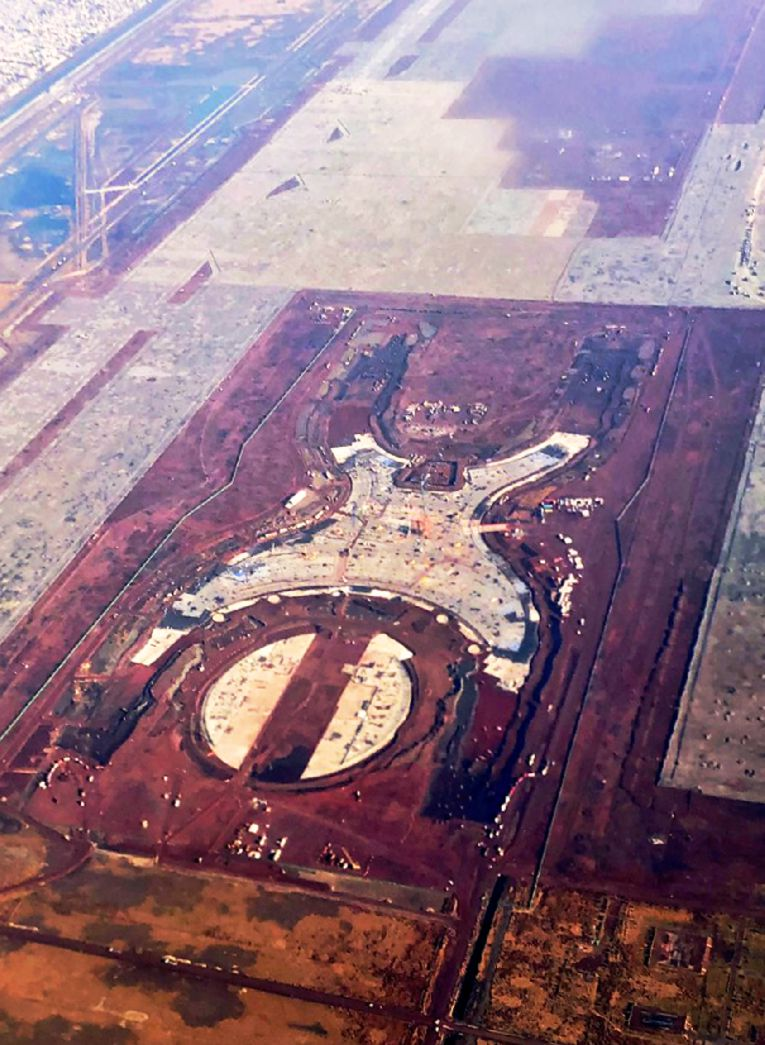
Luchtfoto bouw terminal (februari 2018)

Het meer was ook de gekozen locatie voor de bouw van een nieuw internationaal vliegveld. De oude luchthaven, Benito Juarez International Airport zat tegen de capaciteit aan en kon niet meer uitgebreid worden. In oktober 2001 viel het besluit om op de bodem van het drooggevallen meer een nieuwe  luchthaven aan te leggen, 34 kilometer van de hoofdstad en 12 kilometer van de oude luchthaven. De bouw zou in 2003 aanvangen en de geplande openingsdatum was in 2007, maar het zou tot 2014 duren voor de hele luchthaven operationeel was en de oude kon sluiten. De uitwerking van de plannen heeft veel vertraging opgelopen. In 2018 werd nog gebouwd en zou het open gaan rond 2021. Na de procedures en bezwaren is een ander probleem de locatie, de grond onder het vliegveld klinkt elk jaar met enkele tientallen centimeters in. Om het inklinken voor te zijn werd water uit de kleibodem gehaald om een stabiele basis te verkrijgen.
Eind oktober 2018 was er een referendum over de bouw van de nieuwe luchthaven. De nieuw gekozen president van Mexico, Andrés Manuel López Obrador, was geen voorstander van het project en had dit referendum beloofd tijdens zijn verkiezingscampagne. Een miljoen mensen hebben gestemd en 75% was tegen de bouw van de luchthaven. Het project werd afgebroken na het aantreden van de nieuwe regering op 1 december 2018. 